# Gala (poma)
Gala (Malus pumilla mil, també coneguda com "Kidd's Gala", "Gala Delicious", mutació de "Kidd's D-8") és una varietat de pomes originària de Nova Zelanda. La pell d'esta varietat és de color roig. És una varietat que, tot i el seu origen neozelandés, té molta demanda arreu del món.